# Erich Albert Müller
Erich Albert Müller (* 3. März 1898 in Seidenberg (Oberlausitz); † 10. März 1977 in Freiburg im Breisgau) war ein deutscher Physiologe.

## Familie
Er war der Sohn von Erich Müller, Ordinarius für physikalische Chemie und Elektrochemie an der Technischen Hochschule Dresden, und Else Standfuß. Müller war zweimal verheiratet, 1949 mit Hildegard Wecker (* 1916) und 1960 mit der Psychologin Christiane Scherer (* 1942).

## Ausbildung und Beruf
Müller absolvierte das humanistische Gymnasium, studierte anschließend Chemie in Dresden und Medizin in Würzburg. 1923 legte er das medizinische Staatsexamen in Berlin ab. Bereits seit 1922 arbeitete er dort bei Edgar Atzler am Kaiser-Wilhelm-Institut für Arbeitsphysiologie, ab 1923 als Assistent. Ein Jahr später wurde er mit einer Arbeit zur angewandten Physiologie promoviert. Ein einjähriger Forschungsaufenthalt bei dem englischen Physiologen Ernest  Starling beeinflusste Müller nachhaltig, insbesondere die Forschung zu Einflussgrößen der Herzleistung am Herz-Lungen-Präparat.
Nach Einrichtung einer Institutszweigstelle in Münster habilitierte sich Müller 1930 an der dortigen Westfälischen Wilhelms-Universität für das Fach Physiologie und erhielt 1936 eine außerplanmäßige Professur. Zu Beginn des Zweiten Weltkriegs wurde dieses Institut aufgelöst und Müller übernahm 1941 die Leitung einer Abteilung des nach Dortmund verlegten Kaiser-Wilhelm-Instituts. 1945 folgte die Ernennung zum wissenschaftlichen Mitglied des nun umbenannten Max-Planck-Instituts für Arbeitsphysiologie (heutige Max-Planck-Institut für molekulare Physiologie). Müller blieb hier bis zu seiner Emeritierung 1966 und lebte dann in Freiburg/Breisgau.

## Leistung
Zu Müllers Leistungen gehören die Definition des Leistungs-Puls-Indexes, einer indirekten Maßzahl aus der arbeitsbedingten Zunahme der Pulsfrequenz und dem durch Arbeit vermehrten Sauerstoffverbrauch, sowie die Entwicklung und systematische Anwendung – zuerst in der US-Armee – des isometrischen Muskeltrainings. Schwerpunkt seiner Arbeit war die physiologische Grundlagenforschung mit dem Ziel wissenschaftliche Erkenntnisse in die Praxis des Arbeitslebens umzusetzen.
Mehr als 300 wissenschaftliche Veröffentlichungen belegen die arbeitsphysiologischen Themen: Messung und Beurteilung der körperlichen Leistungsfähigkeit als Voraussetzung beruflicher Arbeitsleistung, Verbesserung des Arbeitsplatzes („Klima“), Arbeitsgeräts und Arbeitsablaufs (Erholung), Erhaltung und Erhöhung der Muskelkraft, Energieumsatz, Training zur Leistungserhaltung und Ermüdungsvermeidung. Müller entwickelte zahlreiche physiologische Messapparaturen und Geräte: tragbarer photoelektrischer Pulszähler, tragbare Atemgasuhr, wirbelstromgebremstes Ergometer, Klimaanlage, Konstruktion von Arm- und Beinprothesen.
Müller war Mitglied internationaler wissenschaftlicher Gesellschaften (Royal Society of Medicine, London 1963, New York Academy of Science 1964) und Mitherausgeber physiologischer Fachzeitschriften.

## Werke
- Einfluß der Lactationen auf die Gefäßweite. Pflügers Arch Physiol 205 (1924) 233–45
- Action of insulin and sugar on the respiratory quotient and metabolism of heart-lung preparation. In: J Physiol 65 (1928) 34–47
- Energetische Optimalbedingungen der senkrecht-abwärts-gerichteten Zugbewegung. Arbeitsphysiol 3 (1930) 477–514
- Volumen, Leistung, Tonus und Kontraktionsfähigkeit am Säugetierherzen. Ergebn Physiol 43 (1940) 89–132
- Leistungs-Puls-Index als Maß der Leistungsfähigkeit. Arbeitsphysiol 16 (1949) 271–84
- Muskelkräfte und Eiweißration.  Biochem Z 320 (1950) 302–315
- Neuartige Klima-Anlage zur Erzeugung ungleicher Luft- und Strahlungstemperaturen in einem Versuchsraum (m. H.G. Wenzel). Köln 1954
- Die Messung der körperlichen Leistungsfähigkeit mit einem einzigen Prüfverfahren. Köln 1961
- Die Messung der Veränderung der vertikalen Blutverteilung beim Stehen. Köln 1964